# Afromevesia alternana
Afromevesia alternana là một loài tò vò trong họ Ichneumonidae.